# Confusió sexual
La confusió sexual és un mètode de control biològic de plagues en agricultura i silvicultura. Destorba la procreació d'insectes nocius en crear una confusió en els mascles, per la qual no poden identificar les femelles per a fertilitzar-les. Així s'impedeix la posta d'ous i la propagació de larves, corcs i altes erugues fitòfags que destrueixen les cultures.
Per la difusió de feromones sintètiques es provoca la desorientació del mascle, el que impedeix l'aparellament, com que ja no pot captar la feromona natural emesa per la femella. És un mètode biotecnològic de control de plagues que utilitza recursos de la pròpia biologia per a combatre una plaga. És preventiu en el sentit que permet d'actuar abans que la població d'insectes pot esdevenir nociu. És selectiu perquè només combat una espècie ben particular i queda totalment inofensiu per a les espècies auxiliars, com les abelles, els ocells i altres insectívors o per l'home sigui el que l'apliqui, com que és innocu o sigui el consumidor, com que no hi cap residu que es queda sobre la fruita o el vegetal. Tampoc contamina el sol o el mantell freàtic. Fins ara, tampoc s'han constatat fenòmens de resistència, el que seria segons la teoria de l'evolució l'emergència d'una mutació per la qual un grup superviu en crear una feromona nova.
En la pràctica, l'aplicació és més complex i més car que les insecticides químiques, com cal conèixer bé el comportament de l'insecte, cal superfícies mínimes (de 40 a 80 hectàrees al cas del corc del raïm) per ser eficaç, així com una orografia no gaire accidentada per a evitar concentracions en zones més baixes, ja que la densitat de la feromona és superior a la de l'aire.
El sistema pot completar-se amb trampes on els mascles són capturats. És un mètode acceptat en agricultura ecològica. En l'agricultura tradicional, també es pot utilitzar per conèixer, a través del recompte d'individus capturats, quin és el moment en què apareixen els insectes i amb quina densitat de població. D'aquesta manera es poden planificar els tractaments insecticides i optimitzar-ne el seu ús.